# Élections législatives caïmaniennes de 2017
Les élections législatives caïmaniennes de 2017 se déroulent le 24 mai 2017 afin de renouveler les membres de l'Assemblée législative des îles Caïmans, territoire d'outre-mer autonome du Royaume-Uni.
Le Mouvement progressiste du peuple arrive de nouveau en tête avec sept sièges, mais en perd deux par rapport à 2013. Le scrutin est marqué par de nombreuses victoires de candidats indépendants qui totalisent neuf sièges sur 19.

## Système politique et électoral
Les Îles Caïmans sont un territoire d'outre-mer du Royaume-Uni dans les Caraïbes organisé sous la forme d'une monarchie parlementaire. Les îles font partie de la Couronne britannique, et la reine du Royaume-Uni Élisabeth II en est nominalement chef de l'État. Elle est représentée par un gouverneur, actuellement Helen Kilpatrick.
Le parlement est monocaméral. Son unique chambre, l'Assemblée législative des îles Caïmans, est composée de 19 députés élus pour 4 ans au scrutin uninominal majoritaire à un tour dans autant de circonscriptions.
Il s'agit des premières élections ayant lieu sous ce mode de scrutin aux Iles Caïmans depuis la réforme du système électoral. Auparavant, les députés étaient élus au scrutin plurinominal majoritaire dans 6 circonscriptions comportant entre un et quatre sièges. Les habitants votaient pour autant de candidats qu'il y avait de sièges à pourvoir dans leur circonscription, et les candidats ayant réuni le plus de suffrages étaient déclarés élus.
Lors du référendum caïmanien de 2012, cependant, la majorité des votants approuve le passage au scrutin uninominal majoritaire. Le quorum de la moitié des inscrits n'ayant pas été atteint, le résultat est légalement non contraignant. Le gouvernement décide néanmoins de suivre l'avis des suffrages exprimés et entreprend de mettre en œuvre la réforme, qui est effective pour les élections de 2017.

## Résultats
|                          |                                  |        |        |        |               |  |  |  |  |
| Partis                   | Partis                           | Voix   | %      | Sièges | +/-           |  |  |  |  |
|                          | Mouvement progressiste du peuple | 4 909  | 31,23  | 7      | 2             |  |  |  |  |
|                          | Parti démocratique caïmanien     | 3 786  | 24,08  | 3      | en stagnation |  |  |  |  |
|                          | Indépendants                     | 7 026  | 44,69  | 9      | 7             |  |  |  |  |
|                          |                                  |        |        |        |               |  |  |  |  |
| Votes valides            | Votes valides                    | 15 721 | 100,00 |        |               |  |  |  |  |
| Votes blancs et nuls     | Votes blancs et nuls             | 0      | 0,00   |        |               |  |  |  |  |
| Total                    | Total                            | 15 721 | 100    | 19     | 1             |  |  |  |  |
| Abstentions              | Abstentions                      | 5 507  | 25,94  |        |               |  |  |  |  |
| Inscrits / participation | Inscrits / participation         | 21 228 | 74,06  |        |               |  |  |  |  |